# 2999年異性への旅
『2999年異性への旅』（原題: What Planet Are You From?）はアメリカのコメディ映画で、マイク・ニコルズが監督を務めた。なお、日本では劇場公開されず、ビデオスルーとなった。

## あらすじ
高度に進化した男だけがいる惑星に住むある一人の男は上役から、女性を見つけて妊娠させ、その子供を惑星へ連れてくるよう命じられた。
男は地球にやってきて、アリゾナ州フェニックスにたどり着いた。彼はそこで銀行員ハロルド・アンダーソンとして地球人の中で暮らすことにした。
彼は女好きの同僚ペリーと出会った。ペリーは女性をひっかけるためにアルコール中毒者の集まりに顔を出していた。そこで、ハロルドはペリーについていき、アルコール中毒を克服した女性スーザンと出会った。
子供を作る前に、ハロルドはスーザンと結婚しなければならなかった。ラスベガスでの挙式の後、スーザンはハロルドとのセックスに大いに満足させられた。ただ、彼は勃起するたびに非常に大きな音を立てるペニスを母星で地球訪問のために取り付けられていた。
ハロルドとスーザンの間にはなかなか子供ができなかった。そんなとき、ハロルドの航空機内での奇妙な振る舞いを耳にした連邦航空局の職員ロナルドがハロルドはエイリアンではないかと思い始める。
職員に疑われつつも、2人の間に子供ができた。ハロルドは母星の命令通りにスーザンを捨てて、子供を連れ帰る。ハロルドには理論上感情がないにもかかわらずスーザンを傷つけてしまった悲しみが湧き上がってきた。悲しみの中、ハロルドはあることを思いつくのであった。

## キャスト
- ギャリー・シャンドリング - ハロルド・アンダーソン
- アネット・ベニング - スーザン・アンダーソン
- ジョン・グッドマン - ロナルド・ジョーンズ
- グレッグ・キニア - ペリー・ゴードン
- リンダ・フィオレンティーノ - ヘレン・ゴードン
- ベン・キングズレー - グレイドン
- ジュディ・グリア - レベッカ
- ダニー・ゾーン - ランディ
- ハーモニー・スミス - リタ
- リチャード・ジェンキンス - ドン・フィスク
- キャロライン・アーロン - ナディーン・ジョーンズ
- ノーラ・ダン - マデリーン
- クリッキー・ロング - ジャニス
- カムリン・マンハイム - アリソン
- オクタヴィア・スペンサー - 看護婦
- アン・キューザック - リズ
- フィル・ルイス - MD

## 評価
本作は賛否両論となった。映画批評サイトRotten Tomatoesには、77件のレビューがあり、批評家支持率は42%、平均点は10点満点で5点となっている。批評家の評価を総括すると「笑える部分もあるが、一貫性がなく、批評家や玄人を喜ばせるには面白みが足りない」となる。
2000年3月3日の『シカゴ・サンタイムズ』において、ロジャー・イーバートは4つ星中1つ星を与え、「春を迎えて早々、不愉快極まりない映画を見た。」と評した。
本作は制作費6000万ドルをかけたにもかかわらず、興行収入が1400万ドル強しか稼げず、赤字映画になってしまった。